# Tactusa incognita
Tactusa incognita là một loài bướm đêm thuộc họ Erebidae. Nó được tìm thấy ở Thái Lan.
Sải cánh dài khoảng 9 mm. 